# Héðinn Steingrímsson
Héðinn Steingrímsson (* 11. Januar 1975 in Reykjavík) ist ein isländischer Schachspieler.
1987 gelang ihm der Sieg bei der Jugendweltmeisterschaft U12 in San Juan.
Die isländische Einzelmeisterschaft konnte er dreimal gewinnen: 1990, 2011 und 2015. Er spielte für Island bei vier Schacholympiaden: 1990, 2008, 2010 und 2018. Außerdem nahm er viermal an den europäischen Mannschaftsmeisterschaften (2007 und 2013 bis 2017) teil.
In Belgien wurde er in der Saison 2006/07 mit Cercle Royal des Echecs de Liège et Echiquier Liègeois Mannschaftsmeister, in der deutschen Bundesliga spielte er von 2002 bis 2004 für die Stuttgarter SF, in der Saison 2005/06 für Werder Bremen, in der Saison 2007/08 für den Godesberger SK und in der Saison 2011/12 für Hansa Dortmund.
Im Jahre 1994 wurde ihm der Titel Internationaler Meister (IM) verliehen. Der Großmeister-Titel (GM) wurde ihm 2007 verliehen. 
| Hier fehlt eine Grafik, die leider im Moment aus technischen Gründen nicht angezeigt werden kann. Wir arbeiten daran! |